# Südzucker
Südzucker AG è un'azienda tedesca, il più grande produttore di zucchero in Europa, con una produzione annua di circa 4,1 milioni di tonnellate.

## Storia
Società fondata nel 1926, nel febbraio 2014 Südzucker si vide infliggere da parte dell'ufficio federale antitrust tedesco una multa di 280 milioni di euro, insieme ai suoi concorrenti Nordzucker e Pfeifer & Langen, per accuse di accordi anticoncorrenziali.

## Segmenti del gruppo

### Segmento di zucchero

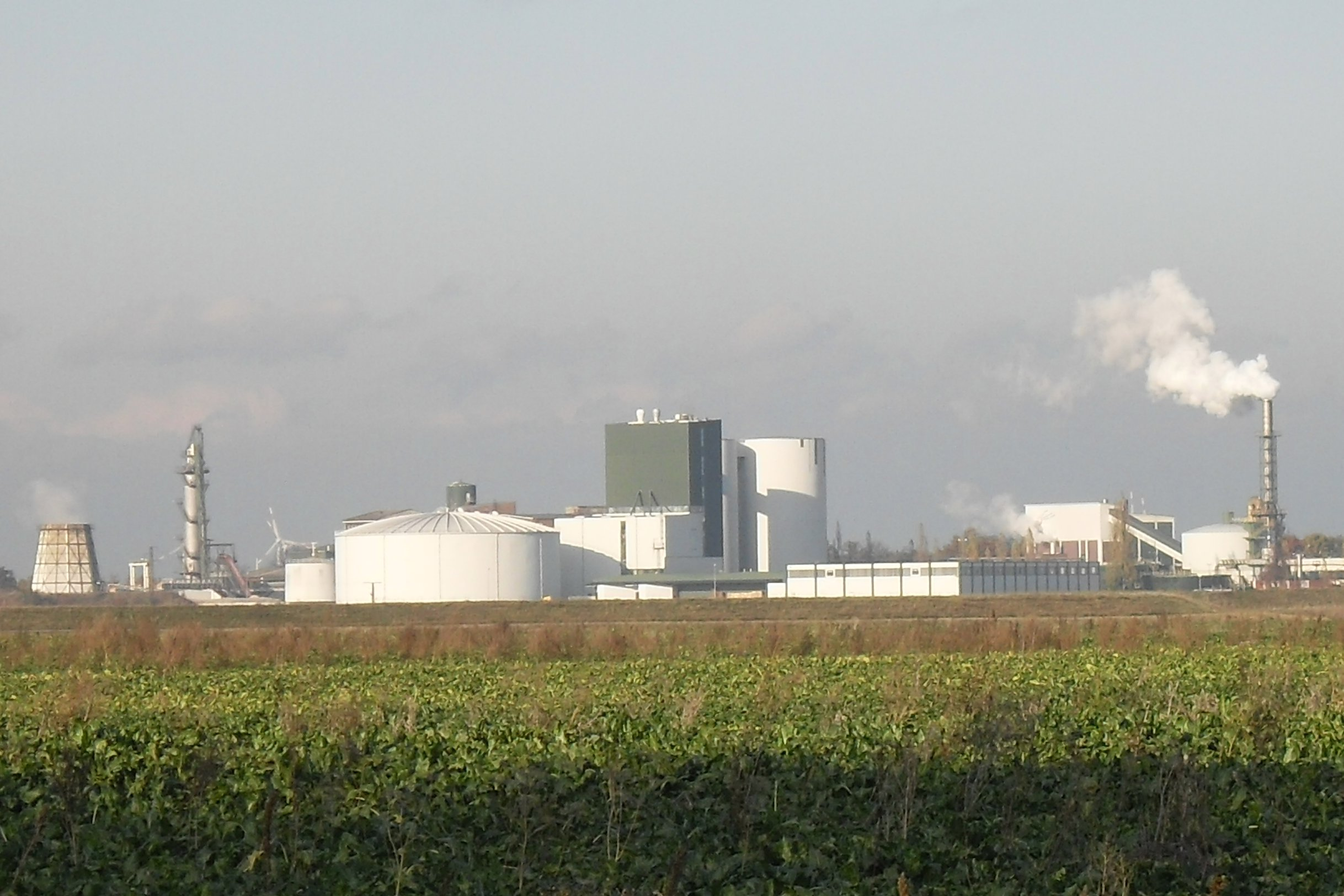
Il zuccherificio di barbabietola a Brottewitz, Germania, di Südzucker AG.

L'azienda possiede trenta zuccherifici e tre raffinerie in Austria, Belgio, Repubblica Ceca, Francia, Germania, Ungheria, Moldavia, Polonia, Romania, Slovacchia e Bosnia ed Erzegovina.

### Prodotti speciali
- BENEO-Palatinit GmbH, Mannheim, Germania
- Freiberger Lebensmittel GmbH & Co KG, Berlino, Germania
- PrimAS Tiefkühlprodukte GmbH, Oberhofen im Inntal, Austria
- Stateside Foods Ltd., Westhoughton, Inghilterra

### CropEnergies
CropEnergies AG, con sede a Mannheim (hub per la produzione di bioetanolo), gestisce quattro siti di produzione in Germania (Zeitz), Belgio (Wanze), Francia (Loon-Plage) e Regno Unito (Ensus Ltd a Wilton). Lo stabilimento di Zeitz si trova adiacente alla fabbrica di zucchero di barbabietola.

### Segmento di frutta

#### Preparati di frutta
Südzucker ha ventisei stabilimenti produttivi in Argentina, Austria, Australia, Belgio, Brasile, Cina, Repubblica Ceca, Figi, Francia, Germania, Messico, Marocco, Polonia, Russia, Serbia, Sudafrica, Corea del Sud, Turchia, Ucraina e Stati Uniti.

#### Concentrati di succhi di frutta
Südzucker ha dieci stabilimenti produttivi in Austria, Cina, Danimarca, Ungheria, Polonia, Romania e Ucraina.